# Робин Гуд спасает Уилла Статли
«Робин Гуд спасает Уилла Статли» (англ. Robin Hood Rescuing Will Stutly, Child 141, Roud 3957) — английская народная баллада, входящая в цикл баллад о Робин Гуде. Впервые её текст встречается в дешёвом издании 1633 года.

## Сюжет
В лес к Робин Гуду доходит горестная весть о том, что Уилл Статли был предан тремя подкупленными шерифом людьми и, хотя успел одолеть двух из них, был захвачен в плен. На завтра назначена его казнь, и вольные стрелки единодушно решают, что их товарищ должен быть спасён или хотя бы отмщён многими жизнями. Во всеоружии они выдвигаются к стенам замка и там укрываются в засаде. Один из стрелков отправляется разузнать новости, и от нищего под стеной слышит подтверждение: скоро Уилл Статли будет выведен из замка и повешен. Вскоре пленника действительно выводят. Уилл, видя, что помощи ждать неоткуда, предлагает шерифу дать ему меч, чтобы умереть с оружием в руках. Шериф отказывает. Статли предлагает хотя бы развязать себе руки, но шериф отвечает, что и он, и его Робин будут именно повешены. Стрелок в сердцах клянёт шерифа. Когда его подводят к виселице, из кустов появляется Маленький Джон с намерением на время забрать Уилла, чтобы тот попрощался с друзьями. Шериф велит схватить и второго, но Джон развязывает руки Статли и даёт тому меч. Спина к спине они обороняются до подхода Робина и остальных. Шериф сбегает, а за ним и его люди, и Робин радуется, что не придется вынимать меч из ножен. Уилл сердечно благодарит своих друзей за спасение и прославляет пение тетивы в лесной чаще.
Фрэнсис Джеймс Чайлд считал, что эта баллада является подражанием другой: «Робин Гуд спасает трёх стрелков» (англ. Robin Hood Rescuing Three Squires, Child 140).

## Русский перевод
Впервые балладу на русский язык перевёл Всеволод Рождественский; его перевод под названием «Робин Гуд выручает Виля Статли» был опубликован в сборнике «Баллады о Робин Гуде» в 1919 году. Игнатий Михайлович Ивановский перевёл балладу под названием «Робин Гуд освобождает Уилла Статли».